# Erick Iskersky
Erick Iskersky (Toledo, 25 gennaio 1958) è un ex tennista statunitense.

## Carriera
Ha esordito nei tornei del Grande Slam agli US Open 1978 dove viene sconfitto al secondo turno da Eliot Teltscher, nella stessa stagione ha raggiunto i quarti di finale a Cincinnati dove viene eliminato dalla testa di serie numero uno Eddie Dibbs.
Nel 1982 ha conquistato l'unico titolo nel circuito principale, al Lorraine Open sorprende il favorito dal seeding Steve Denton in finale col punteggio di 6-4, 6-3, mentre raggiunge i quarti a Stoccolma ottenendo una vittoria agli ottavi su Adriano Panatta.
L'anno successivo ha raggiunto la semifinale a Monterrey, sconfitto da Sammy Giammalva, e la finale del doppio al torneo Godó insieme a Jim Gurfein.

## Statistiche

### Singolare

#### Vittorie (1)
| Numero | Anno | Torneo              | Superficie | Avversario in finale | Punteggio |
| 1.     | 1982 | Lorraine Open, Metz | Cemento    | Steve Denton         | 6–4, 6–3  |

### Doppio

#### Finali perse (1)
| Numero | Anno | Torneo                     | Superficie  | Compagno    | Avversari in finale          | Punteggio |
| 1      | 1983 | Barcelona Open, Barcellona | Terra rossa | Jim Gurfein | Anders Järryd Hans Simonsson | 5–7, 3–6  |